# استایل‌گان

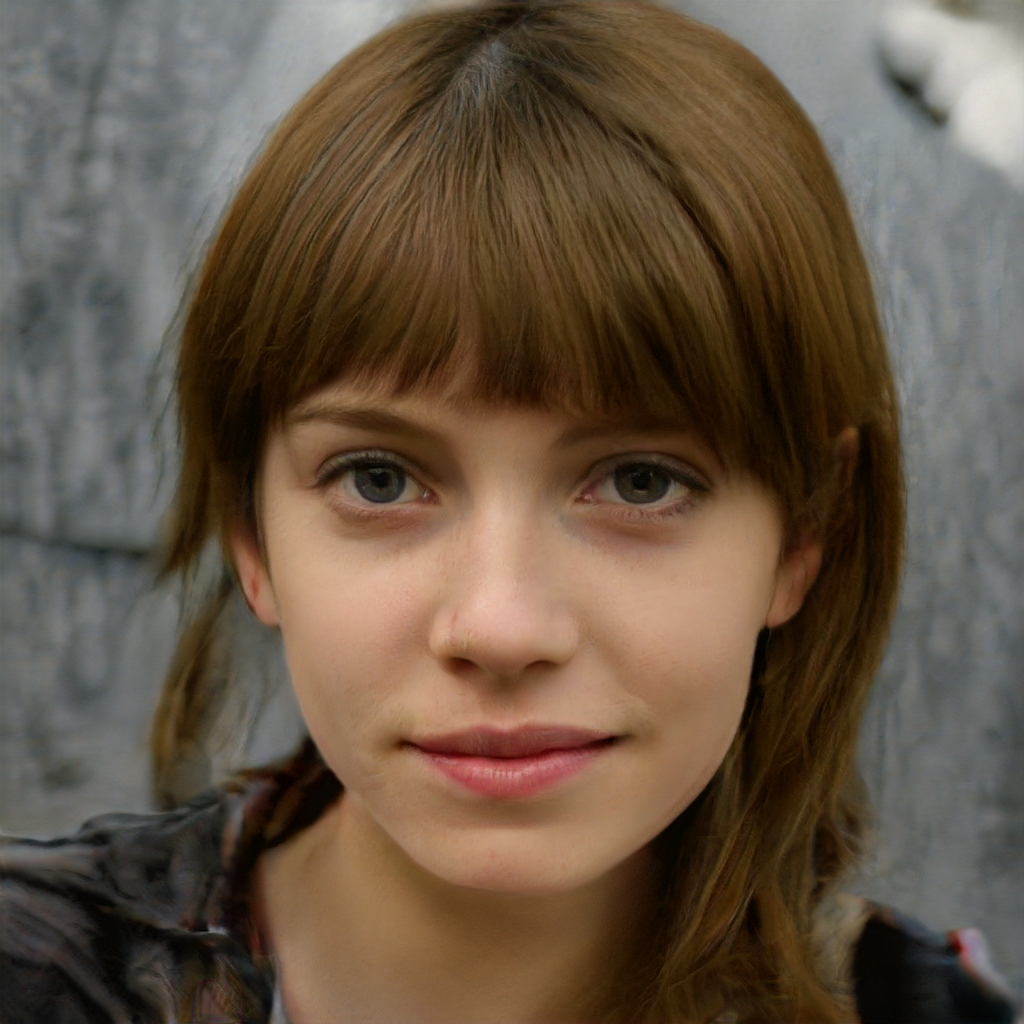
تصویری که توسط استایل‌گان ایجاد شده‌است به صورت فریبنده شبیه تک‌چهره یک زن جوان است. این تصویر توسط یک هوش مصنوعی بر اساس تجزیه و تحلیل پرتره‌ها ایجاد شده‌است.

استایل‌گان (انگلیسی: StyleGAN) یک شبکه زایای دشمنگونه به اختصار GAN (گان) نوین است که توسط محققان انویدیا در دسامبر ۲۰۱۸ معرفی شد. و نرم‌افزار کد-موجود آن در فوریه ۲۰۱۹ در دسترس قرار گرفت.
استایل‌گان به نرم‌افزار کودا انویدیا، پردازنده‌های گرافیکی و تنسورفلو گوگل بستگی دارد.
دومین نسخه استایل‌گان با نام استایل‌گان۲ در ۵ فوریه ۲۰۲۰ منتشر شد. این نسخه برخی از آثار مصنوعی موجود در نسخه اول را حذف کرده و کیفیت تصویر را بهبود می‌بخشد.

## پیشینه
در دسامبر ۲۰۱۸، محققان انویدیا یک نسخه پیش از انتشار همراه با نرم‌افزار استایل‌گان معرفی کردند، گان برای تولید تعداد نامحدودی از تصاویر (اغلب قانع کننده) از چهره‌های جعلی صورت انسان کاربرد دارد. استایل‌گان قادر بود روی پردازنده‌های گرافیکی انویدیا اجرا شود.
در فوریه ۲۰۱۹، فیلیپ وانگ مهندس اوبر، از این نرم‌افزار برای ایجاد این شخص وجود ندارد، استفاده کرد که در هر بارگذاری مجدد صفحه وب، چهره جدیدی را نشان می‌داد. خود وانگ با توجه به اینکه انسان‌ها برای درک دقیق چهره انسان‌ها تکامل یافته‌اند شگفت‌زده شده‌است، با این وجود استایل‌گان می‌تواند به‌طور رقابتی «همه ویژگی‌های مربوطه (چهره انسان) را از هم جدا کرده و آنها را به شیوه‌ای منسجم ترکیب کند.»
در سپتامبر ۲۰۱۹، وب‌سایتی با نام Generated photos، تعداد ۱۰۰٬۰۰۰ تصویر تولید شده را به عنوان مجموعه‌ای از عکاسی آرشیوی منتشر کرد. این مجموعه با استفاده از مجموعه داده خصوصی در محیطی کنترل شده با نور و زوایای مشابه تهیه شده‌است.
به‌طور مشابه، دو نفر از اعضای دانشکده اطلاعات دانشگاه واشینگتن از استایل‌گان برای ایجاد کدام چهره واقعی است؟، استفاده کردند، که بازدیدکنندگان را وادار می‌کرد بین چهره تقلبی و واقعی که در کنار هم بودند تفاوت قائل شوند. کادر دانشکده اظهار داشت که قصدشان از این آزمایش «آموزش عمومی» در مورد وجود این فناوری است تا مردم بتوانند نسبت به آن محتاط باشند، «درست همان‌طور که در نهایت اکثر مردم مطلع شدند که می‌توانید یک تصویر را فتوشاپ کنید».

## مسائل مربوط
این فناوری با جعل عمیق مقایسه شده‌است و استفاده بالقوه از آن برای اهداف شوم مورد بحث قرار گرفته‌است.
در دسامبر ۲۰۱۹، فیس‌بوک شبکه‌ای از حساب‌های دارای هویت جعلی را حذف کرد و اشاره کرد که برخی از آن حساب‌ها از تصاویری برای پروفایلشان استفاده کرده‌اند که با هوش مصنوعی ایجاد شده‌است.